# Grotrian-Steinweg
 (novembre 2013).

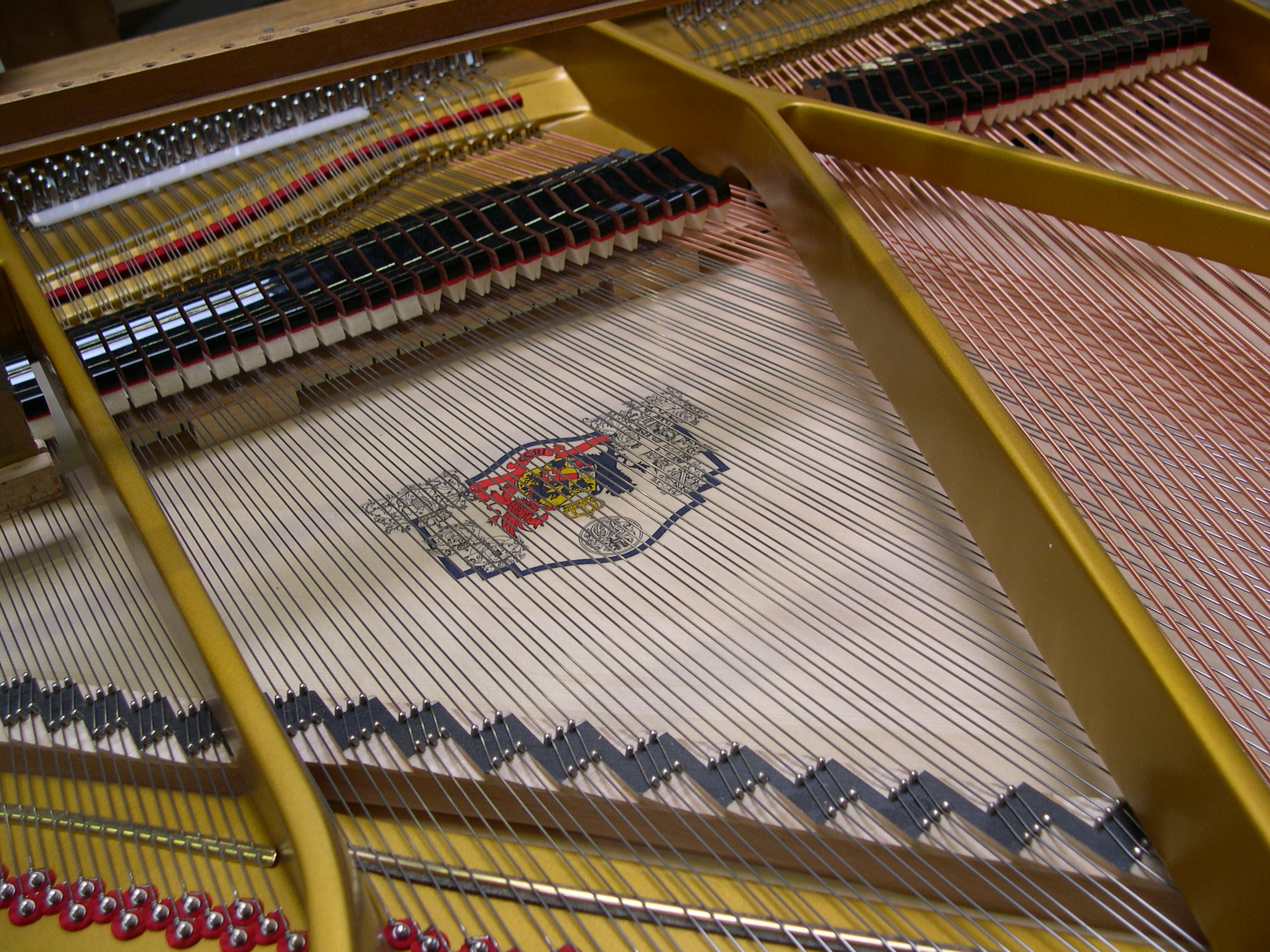
Intérieur d'un grand piano Grotrian.

Grotrian-Steinweg est une manufacture de piano allemande créée en 1830 par Friedrich Grotrian.
C'est aujourd'hui une référence en matière de piano de luxe allemand.
La facture a fermé ses portes en Janvier 2025, à la suite de difficultés financières.
La marque Grotrian-Steinweg fait désormais partie d'un groupe chinois.